# Muswell Hillbillies
Muswell Hillbillies är ett musikalbum av The Kinks utgivet 1971. Det var gruppens första album för bolaget RCA Records, sedan kontraktet hos deras första bolag Pye Records löpt ut. Albumet brukar räknas som gruppens sista mästerverk i den rad album de gav ut 1966-1971. Även om albumet fick god kritik när det gavs ut blev det liksom många av gruppens sena 1960-talsalbum och tidiga 1970-talsalbum ingen försäljningsframgång. I Storbritannien nådde det inte listplacering och i USA nådde albumet plats 48 på Billboard 200-listan. Albumets inledande låt "20th Century Man" släpptes även som singel.
Albumet har den moderna tidens stress som koncept och kretsar mycket kring arbetarklassens liv. Det har varit ett återkommande tema i Ray Davies låtskrivande tidigare, men först i detta album fått fullt utrymme. Namnet på albumet kommer från platsen där bröderna Davies växte upp, Muswell Hill. Albumets omslag visar gruppen inne i en pub i London-stadsdelen Archway.

## Låtlista
Samtliga låtar är skrivna av Ray Davies.
1. "20th Century Man"
2. "Acute Schizophrenia Paranoia Blues"
3. "Holiday"
4. "Skin and Bone"
5. "Alcohol"
6. "Complicated Life"
7. "Here Come the People in Grey"
8. "Have a Cuppa Tea"
9. "Holloway Jail"
10. "Oklahoma, U.S.A."
11. "Uncle Son"
12. "Muswell Hillbilly"